# Provinciale weg 830
De provinciale weg 830 (N830) is de provinciale weg tussen Gorinchem en Geldermalsen. Hij ligt geheel in West Betuwe en is een belangrijke ontsluitingsweg voor die Gelderse gemeente. De weg ligt de vrij smalle strook tussen de A15 in het noorden en de Waal in het zuiden en loopt dus grotendeels oostwaarts, parallel aan beide verkeersaders.
De huidige N830 meet 20,9 kilometer, maar hij was vijf kilometer langer; een westelijk deel, vanaf Dalem, is door een grenscorrectie overgegaan naar Gorinchem en dus naar Zuid-Holland. Ook aan het oostelijk einde van de weg ligt een stuk dat er vroeger toe gerekend werd: pal voor de aansluiting op de A15 eindigen provinciaal beheer en wegnummering. Onder de naam Rijksstraatweg loopt de weg verder naar Geldermalsen en Culemborg.

## Traject
Tot 1986 begon de provinciale weg de bij toenmalige grens van Zuid-Holland en Gorinchem, bij het stadsdeel Wijdschild. Om de stad uitbreidingsmogelijkheden te geven is de grens in 1987 verlegd en het wegdeel dat toen in Zuid-Holland kwam te liggen, is rond 2010 overgedragen aan Gorinchem. Hiermee is het wegnummer van dit deel komen te vervallen en geeft het eerste hectometerpaaltje 5,1 aan. De N830 begint nu op de nieuwe provinciegrens, ter hoogte van de kruising met de Dalemse Zeiving.
Als Graaf Reinaldweg loopt de weg langs Vuren, kruist daar de N848 en maakt dan een vrij scherpe, haakse S-bocht naar het noorden, om opnieuw in oostelijke richting verder te gaan langs Herwijnen en Haaften. Daar buigt de weg eerst wat naar het zuiden en legt zich zo om Haaften en industriegebied Kerkewaard heen. Daarna buigt de weg weer wat naar het noorden om het dijklichaam van de Waalbandijk te volgen. Dit deel is pas na 1967 opgewaardeerd tot weg zonder fietsverkeer; tevoren gingen alle verkeerssoorten over de smalle dijk.
Voorbij Tuil, waar de weg naar het noordoosten knikt en de dijk verlaat, verandert de naam in Steenweg. In Waardenburg ligt voorbij de aansluiting met de A2 een S-bocht die de weg eerst naar het oosten buigt (onder de spoorlijn Utrecht - 's-Hertogenbosch door) en net buiten het dorp vrijwel recht naar het noorden. Met wat bochten gaat na Meteren het traject onder de naam Rijksstraatweg naar Geldermalsen.

## Verkeer
Voor de Graaf Reinaldweg zijn in 2005 intensiteitsmetingen gedaan. Voor beide richtingen opgeteld bleek op werkdagen het aantal voertuigen naar het oosten op te lopen: van 3000 tot 4000 auto's per dag bij Vuren en Herwijnen naar 7800 bij Tuil. Het aandeel vrachtverkeer bleek met 15,5 tot 17 procent hoger te liggen op andere Gelderse provinciale wegen (11%).

## Reconstructie
In 2005 bleek uit een ongevalanalyse naar aanleiding van een reeks dodelijke ongelukken, dat het ongevalsrisico op de Graaf Reinaldweg (kom Waardenburg – grens Zuid-Holland) kleiner was dan het Gelders gemiddelde voor provinciale wegen. Anderzijds gebeurden verspreid over dit traject veel ongelukken door onvoldoende voertuigbeheersing en voorrangsfouten. Aan beide ongevalstypen ligt vaak een te hoge snelheid ten grondslag. Verder bleek dat bij drie meetpunten meer dan een derde van de bestuurders te hard reed; op andere provinciale wegen was dit een tiende. Bij Vuren, Herwijnen en Haaften reed 15 procent van de bestuurders minstens 100 km/u, waar 80 km/u toegestaan was. Daarom werd voorgesteld het voor 2008 geplande onderhoud te combineren met een wegreconstructie die dit type ongevallen kon terugdringen.
Tussen 1 september 2008 en september 2009 is het asfalt van de Graaf Reinaldweg vernieuwd en zijn rotondes aangelegd ter verhoging van de veiligheid. Op verschillende wegdelen is stil asfalt gebruikt.
N23 · N194 · N196 · N197 · N198 · N199 · N200 · N201 · N202 · N203 · N204 · N205 · N206 · N207 · N208 · N209 · N210 · N211 · N212 · N213 · N214 · N215 · N216 · N217 · N218 · N219 · N220 · N221 · N222 · N223 · N224 · N225 · N226 · N227 · N228 · N229 · N230 · N231 · N232 · N233 · N234 · N235 · N236 · N237 · N238 · N239 · N240 · N241 · N242 · N243 · N244 · N245 · N246 · N247 · N248 · N249 · N250 · N307

N401 · N402 · N403 · N404 · N405 · N406 · N407 · N408 · N409 · N410 · N411 · N412 · N413 · N414 · N415 · N416 · N417 · N418 · N419 · N420 · N421 · N439 · N440 · N441 · N442 · N443 · N444 · N445 · N446 · N447 · N448 · N449 · N450 · N451 · N452 · N453 · N454 · N455 · N456 · N457 · N458 · N459 · N460 · N461 · N462 · N463 · N464 · N465 · N466 · N467 · N468 · N469 · N470 · N471 · N472 · N473 · N474 · N475 · N476 · N477 · N478 · N479 · N480 · N481 · N482 · N483 · N484 · N487 · N488 · N489 · N490 · N491 · N492 · N493 · N494 · N495 · N496 · N497 · N498 · N501 · N502 · N503 · N504 · N505 · N505 (Andijk) · N506 · N507 · N508 · N509 · N510 · N511 · N512 · N513 · N514 · N515 · N516 · N517 · N518 · N519 · N520 · N521 · N522 · N523 · N524 · N525 · N526 · N527 · N806 · N830 · N848

Cursief vermelde wegen zijn voormalige Provinciale wegen
N23 · N34 · N224 · N225 · N229 · N233 · N271 · N301 · N302 · N303 · N304 · N305 · N306 · N307 · N308 · N309 · N310 · N311 · N312 · N313 · N314 · N315 · N316 · N317 · N318 · N319 · N320 · N322 · N323 · N324 · N325/A325 · N326/A326 · N327 · N329 · N330 · N331 · N332 · N333 · N334 · N335 · N336 · N337 · N338 · N339 · N340 · N341 · N342 · N343 · N344 · N345 · N346 · N347 · N348/A348 · N349 · N350 · N351 · N352 · N375 · N377

N418 · N701 · N702 · N703 · N704 · N705 · N706 · N707 · N708 · N709 · N710 · N711 · N712 · N713 · N714 · N715 · N716 · N717 · N718 · N719 · N720 · N727 · N731 · N732 · N733 · N734 · N735 · N736 · N737 · N738 · N739 · N740 · N741 · N742 · N743 · N744 · N745 · N746 · N747 · N748 · N749 · N750 · N751 · N752 · N753 · N754 · N755 · N756 · N757 · N758 · N759 · N760 · N761 · N762 · N763 · N764 · N765 · N766 · N768 · N781 · N782 · N783 · N784 · N785 · N786 · N787 · N788 · N789 · N790 · N791 · N792 · N793 · N794 · N795 · N796 · N797 · N798 · N800 · N801 · N802 · N803 · N804 · N805 · N806 · N810 · N811 · N812 · N813 · N814 · N815 · N816 · N817 · N818 · N819 · N820 · N821 · N822 · N823 · N824 · N825 · N826 · N827 · N830 · N831 · N832 · N833 · N834 · N835 · N836 · N837 · N838 · N839 · N840 · N841 · N842 · N843 · N844 · N845 · N846 · N847 · N848 · N852 · N855

Cursief vermelde wegen zijn voormalige provinciale wegen.
1. ↑  "Utrechtsche courant", Utrechtsche courant, 2 juni 1937. Geraadpleegd op 18 augustus 2025.
2. ↑  HMpaal.nl. www.hmpaal.nl. Geraadpleegd op 18 augustus 2025.
3. ↑   (22 oktober 1970). Haaften biedt de liefhebbers 36 ha industrieterrein. De Toren - Weekblad voor de Bommelerwaard  2: 1, 3